# Pentagram Chile
A Pentagram chilei death/thrash metal zenekar. 1985-ben alakult meg Santiagóban.
A Pentagram Chile többször is feloszlott már: először 1985-től 1988-ig működtek, majd 1991-től 1992-ig, 2001-ben újból összeálltak, majd 2009 óta újból aktív az együttes. Lemezkiadóik: Cyclone Empire, Picoroco, Chainsaw Murder. Zenei hatásukként a Venomot, a Slayert és a Possessed-et jelölték meg.

## Tagok
- Anton Reisenegger - ének, gitár (1985-)
- Juan Pablo "Azazel" Uribe - gitár (1985-)
- Dan Biggin - basszusgitár (2009, 2011-)
- Juan Pablo Donoso - dobok (2012-)

## Diszkográfia
- The Malefice (stúdióalbum, 2013)

## Egyéb kiadványok

### Demók
- Rehearsal Tape (1986)
- Demo 1 (1987)
- Demo 2 (1987)
- White Hell (1991)

### EP-k
- Fatal Prediction / Demoniac Possession (1987)

### Válogatáslemezek
- Pentagram (2000)
- Under the Spell of the Pentagram (2008)

### Koncertalbumok
- Reborn 2001 (ugyanebben az évben DVD-n is kiadták)

### Split lemezek
- Imperial Anthems No. 12 (2013, split lemez a Masterrel)
- Ritual Human Sacrifice / La mujer, el Diablo y el permiso de Dios (2015, split lemez az Unaussprechlichen Kulten-nel)